# Casa de Ezpeleta
La casa de Ezpeleta es una casa nobiliaria española originaria de la corona de Navarra, cuyo nombre proviene del villa de Ezpeleta en Laburdi, al norte de los Pirineos, en el País Vasco francés, hoy en día parte de la región de Aquitania en Francia. En la villa de Ezpeleta tenían su sede y castillo, desarrollando complejos vasallajes con los reyes de Navarra, Aragón, Francia, Castilla e Inglaterra.
Los Ezpeleta más antiguos son conocidos como los de primera raza, siendo su fundador Juan I de Ezpeleta, que nació y vivió entre los siglos XII y XIII; sin embargo existen algunos registros que hablan de sus ancestros hasta el siglo XI. Los Ezpeleta de primera raza terminan con la hija de García Arnault III de Ezpeleta, cuyo hijo primogénito, Alfonso de Ezpeleta, murió en la guerra con Portugal de 1385.
La estirpe continuó, estableciendo matrimonios convenientes entre la nobleza navarra, llegando a entroncar con la casa de Echauz, de donde heredan el vizcondado de Val de Erro, también con la casa de Gaviria y Loyola e incluso con la casa real de Navarra, y, por lo tanto con la de Francia; cuando Juan de Ezpeleta, señor de Ezpeleta y vizconde de Val de Erro, establece una alianza matrimonial con Clara de Beaumont, bisnieta de Felipe III de Évreux, rey de Navarra.
Hoy en día la casa de Ezpeleta esta extinta por rama paterna, sin embargo, algunos títulos los ostentan miembros de la nobleza española, como el conde de Ezpeleta o la duquesa de Elío.

## Historia

Mapa que muestra la compleja jurisdicción territorial que había en Francias alrededor de 1259, por lo cual los Ezpeleta tuvieron vasallajes con los Reyes de Navarra, Francia, Inglaterra y posteriormente Castilla y Aragón.

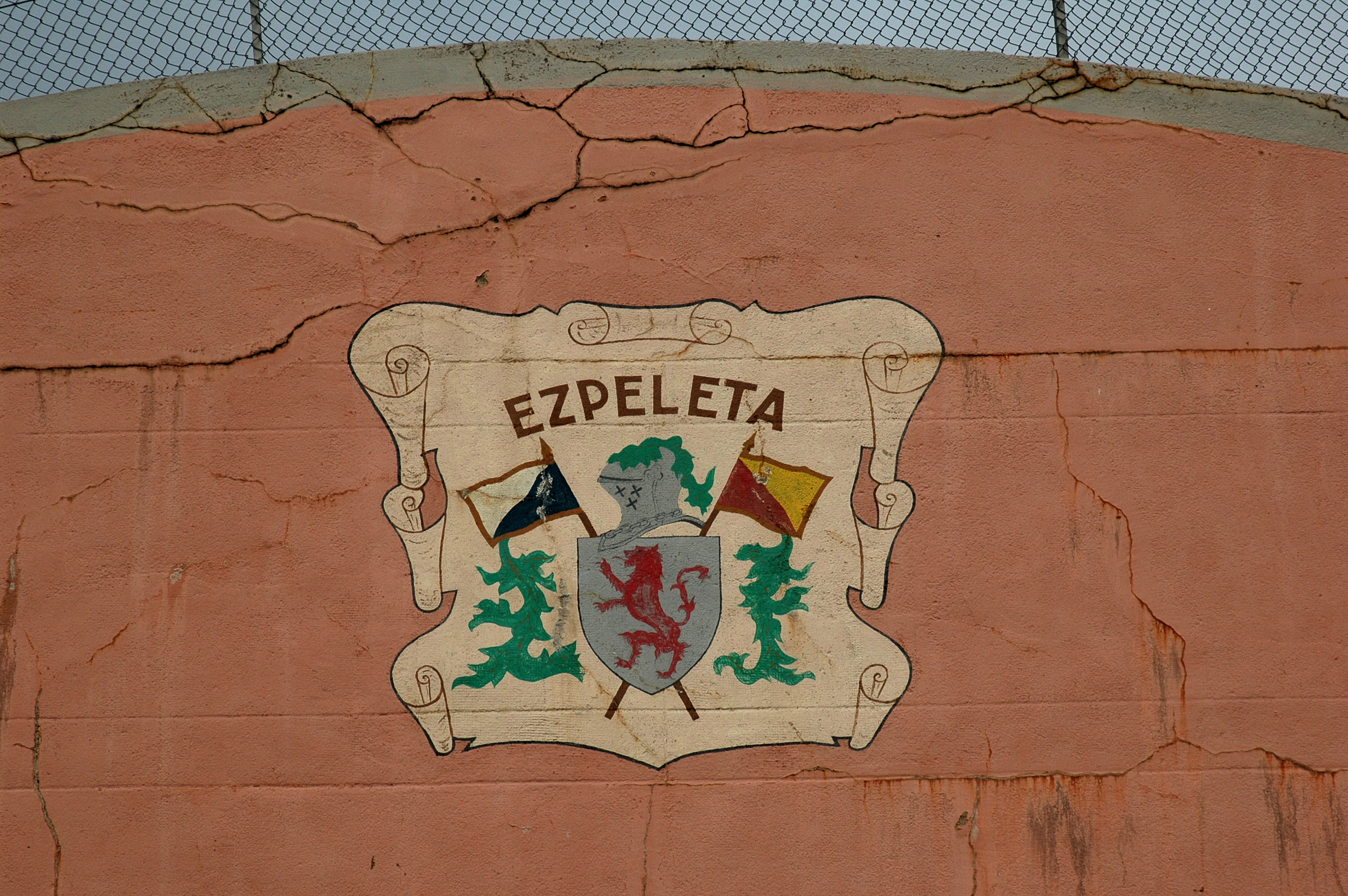
Escudo de los Ezpeleta en la Villa del mismo nombre.

### Señores de Ezpeleta
Juan I de Ezpeleta, primero del nombre, fue señor de Ezpeleta, suscribió las concesiones, cuyo sello se conserva en la cédula original en la Torre de Londres, otorgadas por Ricardo Corazón de León, duque de Aquitania, que mantenía una pugna por sus posesiones continentales con los reyes de Francia. Véase Guerra de los Cien Años. Lo sucedió su hijo mayor.
Alfonso I de Ezpeleta (1190-1220), señor de Ezpeleta. Casó con María de Ozaetu, de la Casa de Vergara, originaria de Guipúzcoa, con quien tuvo dos hijos; Sanz, que sigue el linaje y María que casó con el señor de Esteneaga.
Sanz I de Ezpeleta, señor de Ezpeleta, reedificó el Castillo de los Ezpeleta y participó en la Cruzada junto con Teobaldo I, Rey de Navarra y conde de Champaña. Casó con una hija de Pierre Arnault de Sault, barón de Sault de Hasparen. Lo sucedió su hijo.
Bernat Sanz de Ezpeleta, señor de Ezpeleta, que fue vasallo del Rey de Inglaterra y le rindió su lealtad en Bayona, alrededor de 1270, ante el gobernador de Guyena. Casó y tuvo una amplia descendencia que sigue.
García Arnault I de Ezpelta, señor de Ezpeleta, al igual que su abuelo, participó en la Cruzadas. De la mano de Teobaldo II de Navarra y comandado por San Luis IX de Francia, peleó en la Octava Cruzada que sitió Túnez. Tras el fallido sitio y la muerte de los Reyes de Francia y Navarra, regresa a Navarra.
García Arnault II de Ezpelta, señor de Ezpeleta, se desempeñó en la corte del Rey de Navarra. Interviene activamente en la Guerra de los Cien Años, del lado inglés, siempre en contra los Reyes de Francia, con los que tenía menos autonomía. En 1307 estuvo al mando de la expedición que conquistó Soule y el castillo de los Mauleón. Casó con Hors de Guiche, hija de los señores de Guiche. Le siguió su hijo:
Pedro Arnault de Ezpeleta, señor de Ezpeleta. Combatió con las tropas navarras contra las incursiones castellanas en territorios vasco, por su ayuda, el Rey de Navarra le otorgó tierras en Tierras de Mixa (Amikuze) en la Baja Navarra. Ahí construyó un castillo-palacio con carácter de palacio cabo de armería, que le dio asiento en las cortes de Navarra. Le siguió su segundo hijo:
García Arnault III de Ezpeleta, señor de Ezpeleta y de Ezpeleta de Mixa. Junto con Felipe III de Évreux y el Rey de Castilla, Alfonso XI, luchó en Sitio de Algeciras en 1342, participando en la reconquista española. Teniendo una gran reputación militar, le fue confiado el mando de los ejércitos vascos y gascones, que acudieron al rescate del Juan I de Castilla, contra la invasión portuguesa. Sin embargo Juan I de Castilla, no espero a las tropas navarras y finalmente fue derrotado por Juan I de Portugal en la Batalla de Aljubarrota. Firmada la paz con el Reino de Portugal, siguió ayudando a Juan de Castilla contra las pretensiones del príncipe negro, Juan de Gante, que tenía pretensiones al trono castellano debido a su matrimonio con Constanza de Castilla, hija de Pedro I de Castilla.
Casó con Juana de Echauz, hija de Miguel de Echauz, señor de Val de Erro, una rama segundogénita de los Vizcondes de Baigorri. Con ella tuvo tres hijos: 1.º El primogénito y heredero, Alfonso de Ezpeleta, segundo de su nombre, murió en la campaña contra los portugueses en 1385, con él se acaban los Ezpeletas de primera raza. 2.º Juana de Ezpeleta, que sigue. 3.º Barbe de Ezpeleta, que fue religiosa en el convento de Longchamp de París.

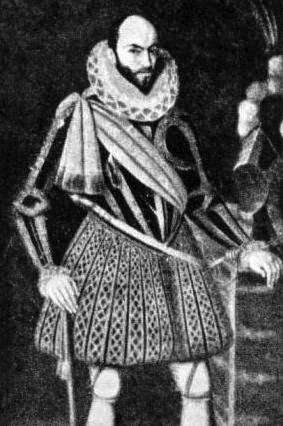
Mosen Pierres de Peralta y Ezpeleta.

Juana de Ezpeleta, señora de Ezpeleta y Val de Erro, heredera de todos los derechos y posesiones de los Ezpeleta por el lado paterno, además de ser la heredera universal de su abuelo materno, Miguel de Echauz, señor de Val de Erro. Casó con Oger de Garro, sin embargo el linaje, debido a su nobleza, importancia, antigüedad y riquezas el linaje mantuvo el nombre de Ezpeleta. Fueron padres de cinco hijos, que formaron distintas ramas de los Ezpeleta:
- Beltrán de Ezpeleta y Garro, señor de Ezpeleta, I vizconde de Val de Erro;
- Bernart de Ezpeleta, I señor de Beire, de San Martín de Unx, que posteriormente se convierten en condes de Ezpeleta de Veire, condes de Echauz, marqueses de Montehermoso y duques de Castro-Terreño;
- Juanicot de Ezpeleta, Doncel del Rey Carlos III de Navarra, señor de Esquíroz, sin descendencia;
- Juana de Ezpeleta y Garro, que casó con Mosén Pierres de Peralta “el Viejo", y fueron padres de Pedro de Peralta y Ezpeleta, I conde de Santiesteban de Lerín y antepasado de los marqueses de Falces;
- Juan de Ezpeleta, merino de Sangüesa, Chamberlán de Carlos III, cabeza de la rama los señores de Ziligueta. Casó ca. 1420 con María Motza, hija del tesorero real García López de Roncesvalles, autor de una Crónica, y de María de Motza, esta última hija de Pascual de Motza, oidor de comptos y consejero real de Navarra.

Escudo de Armas de la línea principal de los Ezpeleta

### Vizcondes de Val de Erro
También conocidos como vizcondes de Val de Erro, Barones de Ezpeleta, de Gostoro, de Amotz y de Noailhan; Señores de la Peña, de Luzaide, de Berriozar, de Tajonar y de Torres.
Beltrán de Ezpeleta y Garro, señor de Ezpeleta, I vizconde de Val de Erro. Casó con Leonor de Villaespesa. Le sigue su hijo:
Juan de Ezpeleta y Villaespesa, II vizconde de Val de Erro, I barón de Ezpeleta, título navarro creado por el rey Luis XI de Francia, al rendirle homenaje tras el triunfo sobre los ingleses, elevando el antiguo señorío de Ezpeleta a Baronía. Intervino activamente en la guerra civil de Navarra, apoyando al bando agramontes. Casó con Clara de Beaumont, hija de Carlos de Beaumont, y bisnieta de los reyes de Navarra. En segundas nupcias casó con Catalina de Navarra y Peralta, hija del II vizconde de Muruzábal y bisnieta también del Rey de Navarra Carlos II de Navarra. Estas grandes alianzas con la Casa Real de Navarra, elevaron a la Casa de Ezpeleta al grado más alto de esplendor e introdujeron las armas reales de Navarra y Francia. Murió en 1471 a manos de su cuñado y archienemigo, Luis de Beaumont en el sitio a Pamplona.
Juan de Ezpeleta y Navarra, III vizconde de Val de Erro, II barón de Ezpeleta. Hijo del segundo matrimonio de su padre, era tataranieto del Rey de Navarra. Fiel a los legítimos soberanos y a la causa de los agramonteses, declaró la guerra contra el usurpador Fernando el Católico, y le fue revocado el vizcondado de Val de Erro. Que posteriormente Carlos I le otorgaría un perdón real y la restitución de sus propiedades. Casó con Juana de Echauz, hija de Felipe de Echauz, XVI vizconde de Baigorri.
León de Ezpeleta y Echauz, IV vizconde de Val de Erro, III barón de Ezpeleta. Casó con Antonia de Góngora.
Francisco de Ezpeleta y Góngora, V vizconde de Val de Erro, IV barón de Ezpeleta. Casó en 1558 con Engracia de Luxa, hija del barón de Luxa.
Pedro de Ezpeleta y Luxa-Gramónt, VI vizconde de Val de Erro, V barón de Ezpeleta. Casó con María de la Motte de Castelnau, hija de Francisco de la Motte de Castelnau, barón de Castelnau, gentilhombre de la cámara del Rey de Francia.
Beltrán de Ezpeleta y la Motte, VII vizconde de Val de Erro, VI barón de Ezpeleta. Fue declarado en rebeldía contra el Rey de Francia, Luis XIV, por su apoyo a la Corona de España en la Guerra franco-española en 1638. Casó con María de Góngora.
Jerónima de Ezpeleta y Góngora, VIII vizcondesa de Val de Erro, VII baronesa de Ezpeleta. Casó con Gaspar Enríquez de Lacarra y Navarra, I conde de Ablitas. Sucedió su hijo:
Pedro Enríquez de Lacarra y Ezpeleta (m. 1700), IX vizconde de Val de Erro, II conde de Ablitas, y VIII barón de Ezpeleta. Sucedió su sobrino, hijo de su hermana Bernardina Enríquez de Lacarra-Navarra y Ezpeleta y de Baltasar Alonso Enríquez de Anaya, I marqués de Villalba de los Llanos. 
José Enríquez de Lacarra-Navarra y Enríquez de Anaya, (1675-1735), III conde de Ablitas, II marqués de Villalba de los Llanos, X vizconde de Val de Erro, IX barón de Ezpeleta y VII señor de Murillo de las Limas, entre otros. Casó con Clara de Solís y Gante, hermana de José de Solís, III duque de Montellano. Le sucedió su hijo mayor:
Domingo Manuel Enríquez de Lacarra-Navarra y Solís, Enríquez de Anaya y Gante (1712-1752), IV conde de Ablitas, III marqués de Villalba de los Llanos, XI vizconde de Val de Erro, X barón de Ezpeleta, V señor de Eriete (del linaje Enríquez de Lacarra) y VIII de Murillo de las Limas, entre otros señoríos. Casó el 26 de abril de 1734 con Ana María de Sotomayor y Lima (Cagliari, Cerdeña española, 19 de abril de 1718-17 de marzo de 1789), IV duquesa de Sotomayor desde 1767 y V condesa de Crecente (hija única de Félix Fernando Yáñez de Sotomayor y Masones de Lima, III duque, IV marqués deTenorio, IV de Los Arcos, IV conde y X vizconde de Villanueva de Cervera). Al no tener descendientes legítimos, le sucedió su hermano:
Francisco Enríquez de Lacarra-Navarra y Solís (1715-1763), V conde de Ablitas, IV marqués de Villalba de los Llanos, XII vizconde de Val de Erro, XI barón de Ezpeleta y VI señor de Eriete. Por falta de descendientes legítimos fue heredera de estos tres últimos títulos, la nieta de su prima segunda:

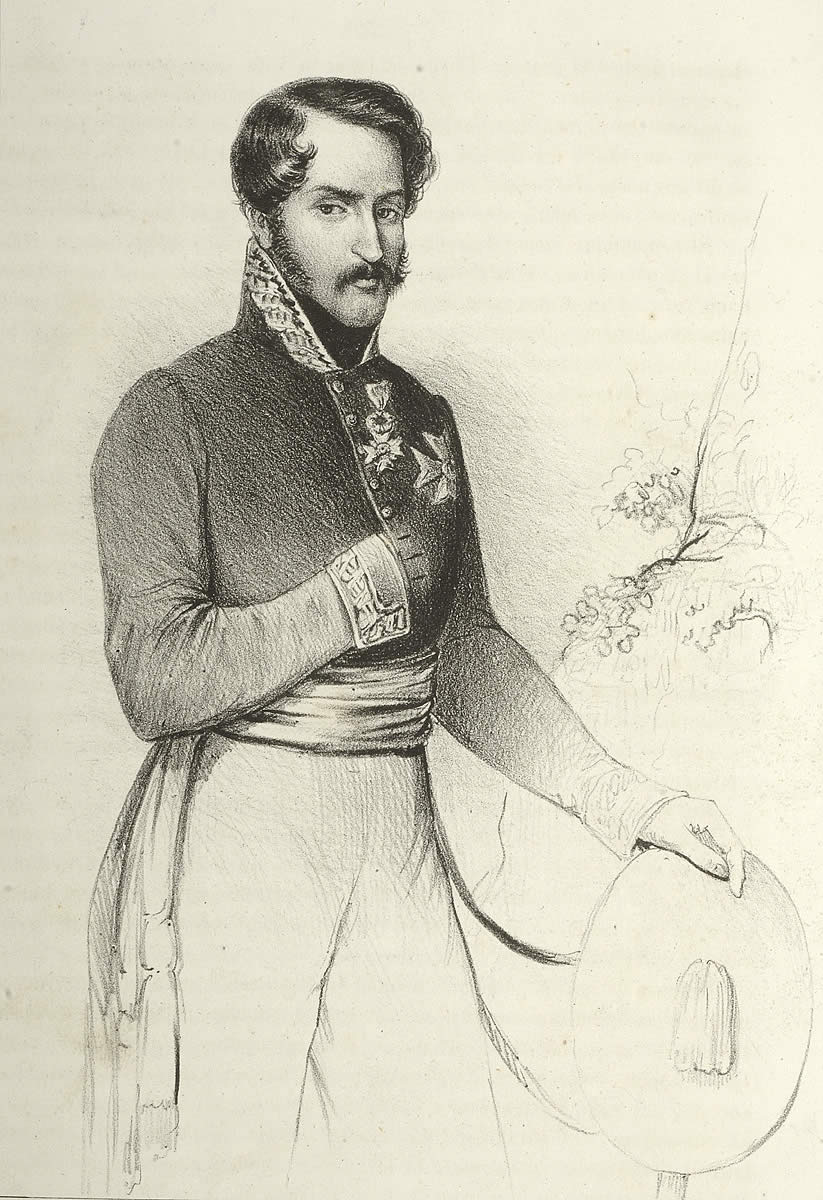
Joaquín Elío y Ezpeleta, I duque de Elío.

Joaquina Regalada de Aguirre y Veráiz Enríquez de Lacarra-Navarra (Tudela, 1756), V condesa de Ayanz, XIII vizcondesa de Val de Erro, XII baronesa de Ezpeleta, VII señora de Eriete y de la Peña, entre otros, y Jefa de la Casa de Enríquez de Lacarra-Navarra —hija del IV conde de Ayanz, José María de Aguirre y Enríquez de Lacarra-Navarra, nieta del III conde José Joaquín de Aguirre y Abarca, bisnieta del II conde Pedro José de Aguirre y Enríquez de Lacarra-Navarra y tataranieta de la I condesa consorte de Ayanz desde 1699, Lupercia Enríquez de Lacarra-Navarra y Ezpeleta, quien fuera la tercera hija del ya citado Gaspar, I conde de Ablitas— quien se enlazaría hacia 1772 con Fausto Joaquín de Elío y Alduncín (Pamplona, 15 de diciembre de 1747), IV marqués de Vessolla, y concibieran a su sucesor Fausto María de Elío y Aguirre Veráiz, Alduncín y Enríquez de Lacarra Navarra (Pamplona, 14 de julio de 1776-15 de octubre de 1825), V marqués de Vessolla, VI conde de Ayanz, XIV vizconde de Val de Erro, XIII barón de Ezpeleta, VIII señor de Eriete, de la Peña, de Elío y varios más, recaería el título de Ablitas en el siglo XX, en su chozno José de Aragón y Carrillo de Albornoz, XI conde de Ablitas, pero tras su muerte ejerció su mejor derecho Rafael de Elío y Gaztelu, XII conde de Ablitas, IX Marqués de Vessolla y XVIII vizconde de Val de Erro. Su hijo:
Fausto María de Elío y Aguirre, V Marqués de Vesolla, VI conde de Ayanz, XIV vizconde de Val de Erro, XIII barón de Ezpeleta. Casó con Isabel María Jiménez-Navarro y Hurtado de Mendoza. Su hijo:
Francisco Javier de Elío y Jiménez-Navarro, VI Marqués de Vesolla, VII conde de Ayanz, XV vizconde de Val de Erro. Casó con María Manuela de Mencos y Manso de Zúñiga. Hija de José Joaquín Mencos y Eslava, VII conde de Guenduláin y Manuela María Manso de Zúñiga y Areizaga. Su hijo:
Fausto León de Elío y Mencos, VII Marqués de Vesolla, VIII conde de Ayanz, XVI vizconde de Val de Erro. Casó con María Josefa Magallón y Campuzano, hija de Joaquín María Magallón y Armendáriz, VI Marqués de San Adrián y VII Marqués de Castelfuerte y María del Pilar Campuzano y Marentes. Su hijo:
Luis de Elío y Magallón, XVII vizconde de Val de Erro. Casó con Luisa de Aragón y Barroeta Aldamar, sin descendencia, le sigue su sobrino:
Rafael de Elío y Gaztelu (Pamplona, 12 de julio de 1895-Sevilla, 5 de marzo de 1975), XII conde de Ablitas, IX marqués de Vessolla y XVIII vizconde de Val de Erro por heredarlo de su tío paterno, el capitán de ingeniería Luis de Elío y Magallón quien fuera desde 1890 el XVII vizconde —nieto e hijo respectivamente de Fausto León de Elío y Mencos, VII marqués de Vessolla y XVI vizconde— además de ser hermano de Ana María de la Nieves de Elío y Gaztelu (4 de agosto de 1894-Lausanne, Suiza, 25 de octubre de 1963), VII marquesa de Campo Real, XV baronesa de Ezpeleta desde 1925 que estaba vacante hacía años y Grande de España, siendo ambos bisnietos de Francisco Javier de Elío y Jiménez-Navarro (Pamplona, 20 de septiembre de 1800 - 29 de mayo de 1880), V marqués de las Hormazas, VI marqués de Vessolla, VII conde de Ayanz, XV vizconde de Val de Erro, XIV barón de Ezpeleta y señor de Elío, entre otros (y tataranieto del ya citado marqués Fausto María de Elío y Aguirre Veráiz, Alduncín y Enríquez de Lacarra-Navarra). Casó con María Inés de Gaztelu y Elío (Pamplona, 15 de abril de 1915-ib., 12 de enero de 2003), II duquesa de Elío (G. de E.) y IV marquesa de la Lealtad. Le sucedió en el título paterno, en 1975, su hijo:
Francisco Xavier de Elío y Gaztelu (Pamplona, 27 de enero de 1945-ib., 22 de junio de 2016), XIV conde de Ablitas, III duque de Elío (G. de E.), X marqués de Vessolla, XIX vizconde de Val de Erro, XI conde de Ayanz — heredado de su tía paterna Isabel de Elío y Gaztelu (1896-1986) X condesa de Ayanz — , V marqués de la Lealtad (G. de E.) y XI marqués de Góngora — este último heredado de su tía materna María Teresa de Gaztelu y Elío—. Casó con María del Pilar Aguilera y Narváez, condesa de Foncalada (hija de Fernando de Aguilera y Abárzuza, VI marqués de Cúllar de Baza, y de María del Pilar Narváez y Coello de Portugal cuyos padres eran Luis María de Narváez y Ulloa, III marqués de Oquendo, y Margarita Coello de Portugal y Bermúdez de Castro, I marquesa de Castro). Le sucedió en los títulos paternos y maternos en 2017, su hermana:
Inés de Elío y Gaztelu (Pamplona, 1941), XV condesa de Ablitas, IV duquesa de Elío (G. de E.), XI marquesa de Vessolla, XX vizcondesa de Val de Erro y XII marquesa de Góngora.

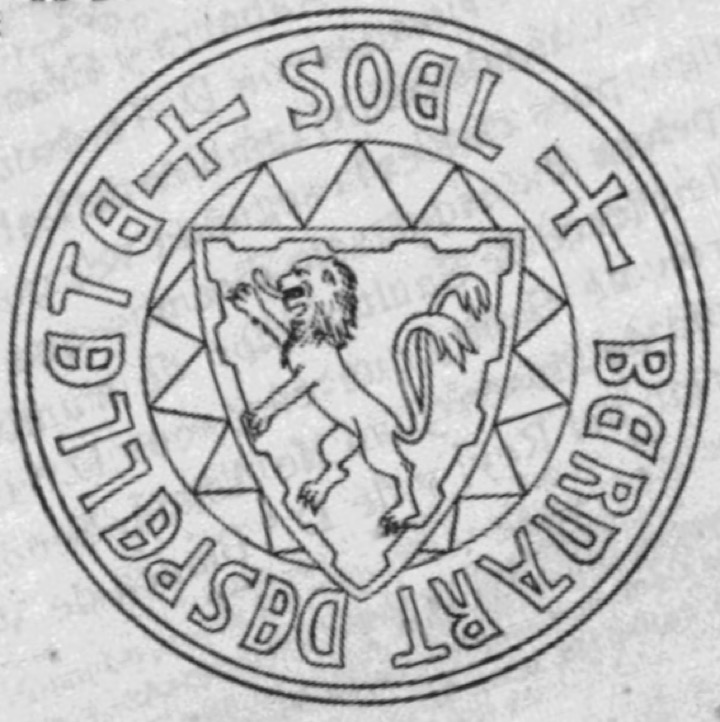
Sello del I señor de Beire.

### Señores de Beire
Señores de Beire y de San Martín de Unx, Merinos Mayores y Alcaides de Olite; después Condes de Ezpeleta de Veire, Grandes de España de Primera Clase, Duques de Castro-Terreño, Condes de Triviana, del Vado y Echauz, etc.
Bernart de Ezpeleta, I señor de Beire, de San Martín de Unx, Caballerizo Mayor del Príncipe de Viana, Merino Mayor de Olite. Desempeñó un importante papel en la Corte de Navarra durante el siglo XV. Asistió a la coronación de los Reyes Blanca II de Navarra y Juan II. Intervino activamente en la guerra civil de Navarra, apoyando al bando agramontes. Defendió el Castillo de Unx, frente las tropas invasoras de Aragón.
Charles de Ezpeleta y Bona, Copero Mayor de la Reina Blanca, no llegó a heredar los señoríos familiares porque falleció antes que su padre. Sin embargo su hijo sigue la línea:
Bernat de Ezpeleta y Balquedano, II señor de Beire, de San Martín de Unx, segundo de su nombre en esta línea de los Ezpeleta. Como su abuelo y padre su una prominente figura dentro del bando agramontes. Casó con Catalina de Pasquier, hija del señor de Varillas.
Diego de Ezpeleta y Pasquier, III señor de Beire, de San Martín de Unx. Casó con Ana de Jasso y Azpilicueta, hermana del Santo Francisco Javier, hija de los Señores del Castillo de Javier, del antiguo linaje de los Jasso.
Miguel de Ezpeleta y Jasso, IV señor de Beire, de San Martín de Unx, obtuvo asiento en las Cortes de Navarra, por la elevación de su castillo en Beire a palacio cabo de armería. Casó con Leonor de Goñi, hija y heredera de Pedro de Goñi, señor de Goñi, del Castillo de Cintruéñigo y caballero de Calatrava. De este enlace los Ezpeleta aumentaron sus señoríos y posesiones, al heredar en su totalidad todos las tierras adjuntas al señorío de Goñi, así también su castillo.
León de Ezpeleta y Goñi, V señor de Beire, de San Martín de Unx, Alcaide Perpetuo de los Reales Alcázares. Casó con María de Atondo, cuyas armas incluían las de Navarra en el primer y cuarto cuartel, junto con un grifo de oro, coronado, armado y alado de azur; en el segundo y tercer cuartel.
Miguel de Ezpeleta y Atondo, VI señor de Beire, de San Martín de Unx, se desempeñó muy exitosamente como militar desde muy temprana edad. Participó en las campañas de Nápoles, Portugal y Flandes. Casó con Graciana de Arizcun-Beaumont, hija de los Barones de Beorlegui, Vizcondes de Arberoa, y descendientes de la Casa Real de Navarra, por los Condes de Lerín.
Ignacio de Ezpeleta y Beaumont, VII señor de Beire, de San Martín de Unx, al igual que sus ancestro realizó una prominente carrera militar. Participó en la Guerra franco-española de 1635, con especial importancia en la ocupación de Laburdi. Casó con Juana de Rada y Elío, señora del palacio cabo de armería de Rada y Tajonar, heredera de la gran Casa de Rada, oriunda de la Alta Navarra.
León de Ezpeleta y Rada, VIII señor de Beire, de San Martín de Unx, heredó todas las posesiones de los Ezpeleta y los Rada, sin embargo falleció prematuramente, pasando la jefatura de la casa a su hermano menor.

Escudo de Armas de los Condes de Ezpeleta y Grandes de España.

Miguel de Ezpeleta y Rada, IX señor de Beire, de San Martín de Unx, como era tradición en la familia, tuvo una larga e importante carrera militar. Participó en la campaña de Cataluña y el Milanesado, distinguiéndose por haber conquistado el Castillo de Villanadal. Volvió a casar con una heredera de palacio cabo de armería, Doña Antonia de Amatriaín de Aoiz, señora de Undiano, ambas casa con antiguo asiento en las Cortes de Navarra.
Agustín de Ezpeleta y Amatriaín, X señor de Beire, de San Martín de Unx, sirvió cincuenta años a la carrera militar, durante la guerra de sucensión española apoyó al bando Borbón encabezado por Felipe V, heredero de la legítima Casa Real de Navarra. Casó con María Luisa Dicastillo y Acedo, heredera del mayorazgo de Dicastillo.
Pedro de Ezpeleta y Dicastillo, XI señor de Beire, de San Martín de Unx, sucedió a sus padres, sin embargo murió prematuramente, soltero y sin descendencia. Por lo tanto la jefatura de la casa pasó a su hermano.
Joaquín de Ezpeleta y Dicastillo, XII señor de Beire, de San Martín de Unx, sirvió sesenta y cuatro años como militar en los regimientos españoles, desempeñándose como Capitán de Granaderos. Casó con María Ignacia de Galdeano y Prado, con quien tuvo dos hijos.
Joaquín de Ezpeleta y Galdeano, XIII señor de Beire, de San Martín de Unx, murió sin descendencia que lo siguiera y la casa pasó a su hermano:
José Manuel de Ezpeleta y Galdeano, XIV señor de Beire, de San Martín de Unx, I conde de Ezpeleta de Veire.

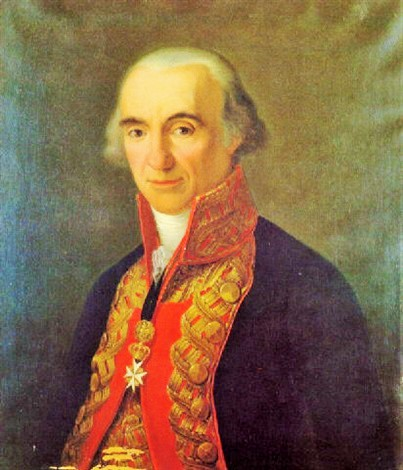
José de Ezpeleta y Galdeano, I conde de Ezpeleta.

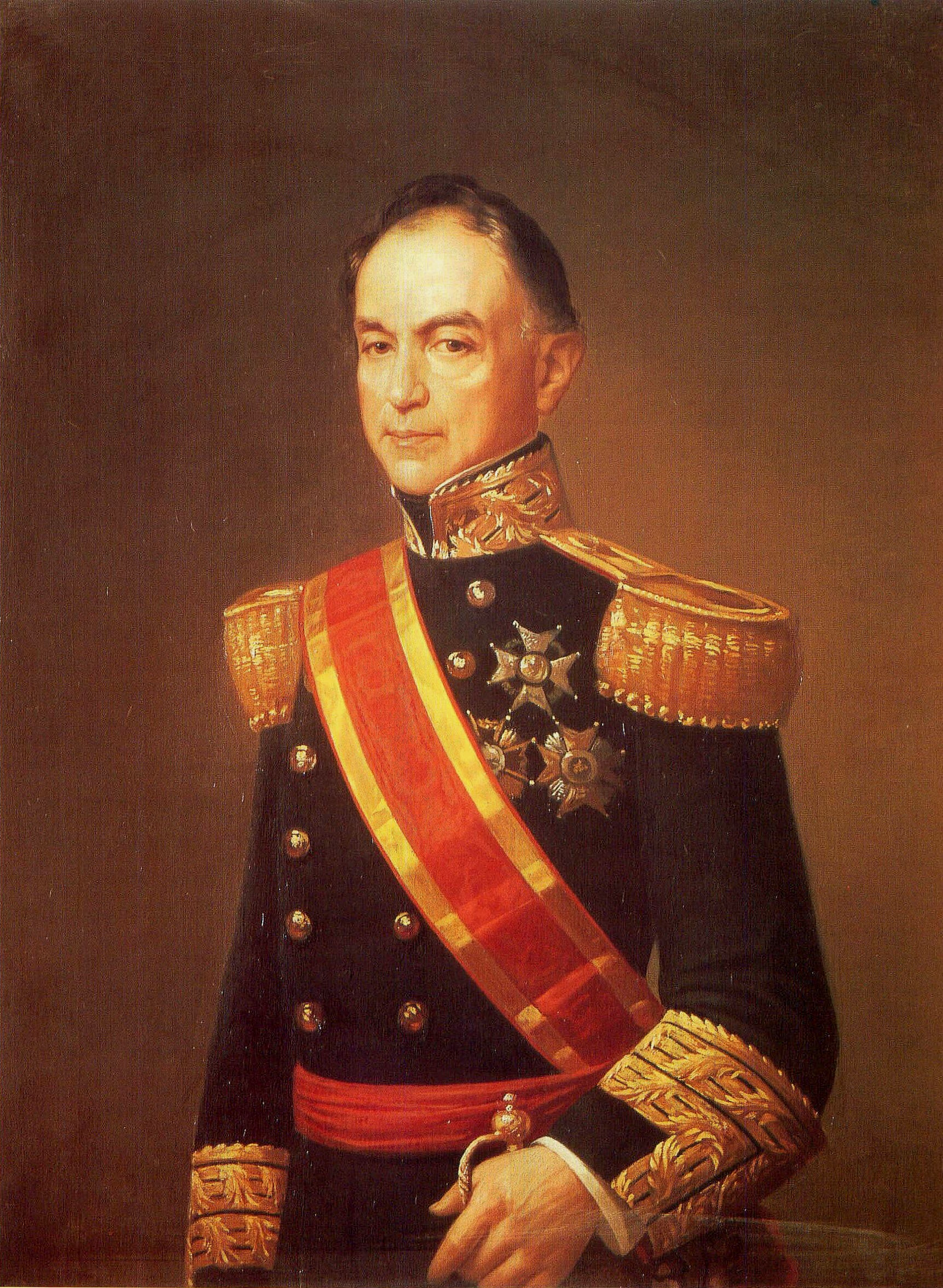
Joaquín de Ezpeleta y Enrile.

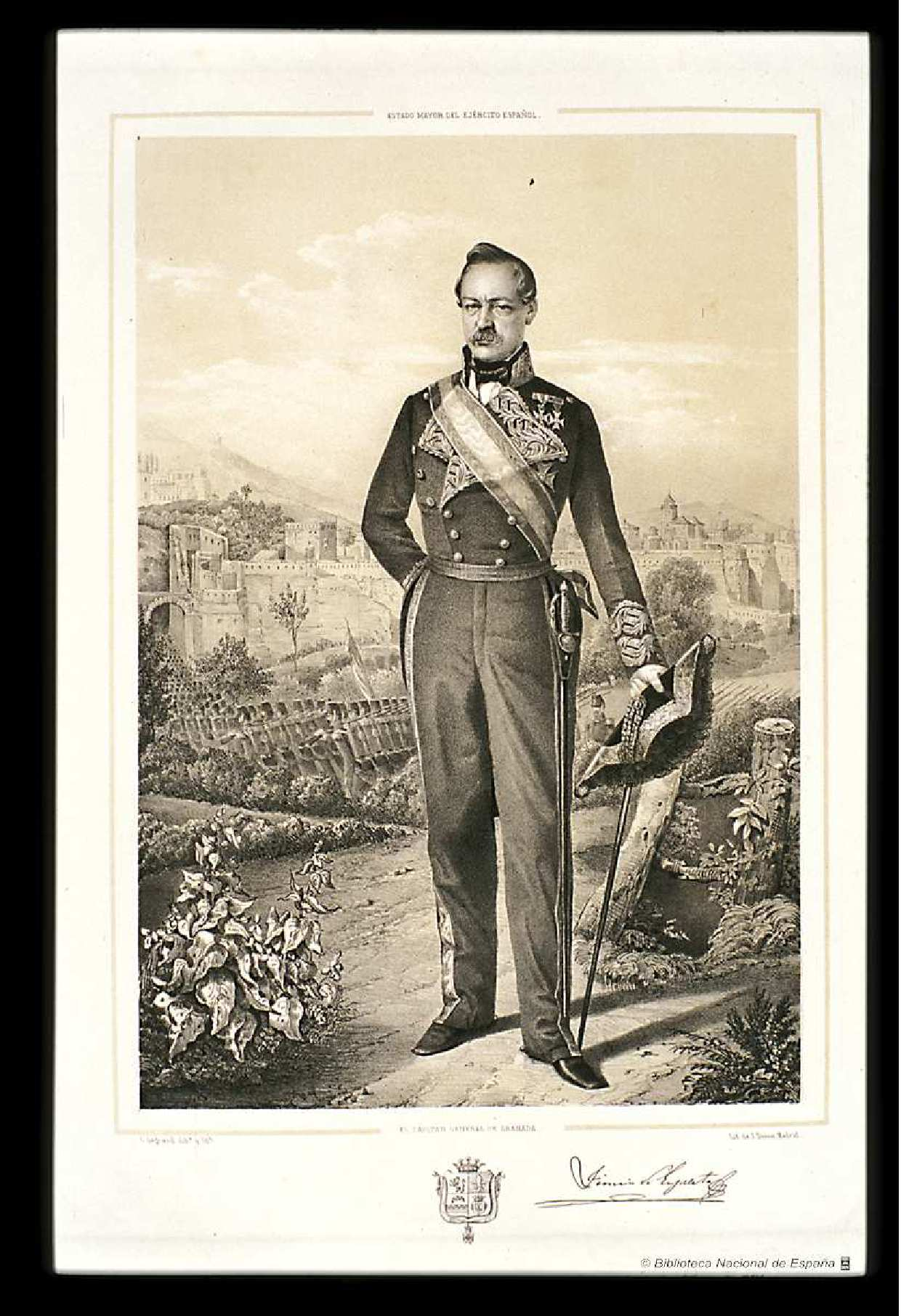
Fermín de Ezpeleta y Enrile.

#### Condes de Ezpeleta de Veire
José Manuel de Ezpeleta y Galdeano, I conde de Ezpeleta de Beire o Veire, caballero de la Orden de Carlos III, caballero de la Orden de San Hermenegildo y juez de la Orden de San Juan. Fue gobernador del Supremo Consejo Real de Su Majestad y consejero de Estado, así como mariscal de campo en el ejército real. Fue Gobernador de Cuba de donde fue promovido a Virrey de la Nueva Granada. Casó en La Habana con María de la Paz Enrile Alcedo, hija del acaudalado comerciante genovés Jerónimo Enrile, marqués de Casa Enrile. Asimismo fue abuelo de Francisco Javier Girón, duque de Ahumada, fundador de la Guardia Civil.
José María de Ezpeleta y Enrile, II conde de Ezpeleta de Veire, (La Habana, Cuba, 1 de marzo de 1787-Bagneres-de-Luchon, Francia, 25 de julio de 1847), II conde de Ezpeleta de Veire, Diputado de las Cortes por Navarra, Senador del Reinopor Navarra y posteriormente vitalicio, Vicepresidente del Senado español, Gentilhombre de Cámara de S.M., caballero de la Real y Militar Orden de San Fernando, San Hermenegildo y Gran Cruz de la Orden de Carlos III. Como era tradición en los Ezpeleta, desde muy joven, siguió la carrera de las armas; fue militar, como su padre, y se desempeñó como capitán general de Aragón y Castilla la Nueva. Fue nombrado mariscal de campo de los Reales Ejércitos, poco después de reconocer a Isabel II como reina de España.
José María de Ezpeleta y Aguirre-Zuazo, III conde de Ezpeleta de Veire, , III duque de Castro-Terreño, III conde de Ezpeleta de Veire, XII conde de Triviana. Se le concedió su segunda Grandeza de España de primera clase al elevar a grande el condado de Ezpeleta de Veire. Se involucró en la política y fue Diputado de las Cortes por Navarra, Senador del Reino por Navarra y Gentilhombre de Cámara de la reina Isabel II. Casó el 10 de junio de 1842 con María de la Soledad Samaniego y Asper de Neoburg (20 de diciembre de 1818-Pamplona, 1 de abril de 1890), dama de S.M. y de la Orden de María Luisa, hija de Joaquín Félix de Samaniego y Urbina, IV marqués de Valverde de la Sierra, VII marqués de Caracena del Valle, V marqués de Monte Real, VIII vizconde de la Armería, etc, consejero de Estado, académico de las Reales de Medicina y Ciencias Naturales y de Bellas Artes de San Carlos de Valencia y San Luis de Zaragoza, caballero del Toisón de Oro, Gran Cruz de Carlos III, gentilhombre de Cámara y mayordomo mayor de los Reyes Fernando VII e Isabel II. Por lado materno era hija de Narcisa María de Asprer y de la Canal, dama de la Reina Isabel II y camarera mayor de la Reina viuda, de una antigua familia catalana descendiente del Elector Palatino, y duque Palatino de Neoburgo, una rama menor de la casa de Wittelsbach. Fueron parte del círculo íntimo de la reina Isabel II e incluso estuvieron presentes en el momento de su abdicación.
José María de Ezpeleta y Samaniego, IV conde de Ezpeleta de Veire, José María Ortuño de Ezpeleta y Samaniego, (Pamplona, 2 de enero de 1846-Biarritz, 28 de marzo de 1919) fue un aristócrata español, IV duque de Castro-Terreño, IV conde de Ezpeleta de Veire, V conde de Echauz, VIII marqués de Montehermoso, conde consorte de Adernò y tres veces Grande de España. Fue mayordomo de la reina y jefe de la casa de Isabel II. También fue maestrante de la real de Zaragoza. Casó el 29 de mayo de 1869 con María Álvarez de Toledo y Caro (Nápoles, Reino de las Dos Sicilias, 4 de julio de 1847-Madrid, España, 1929), XXII condesa de Adernó, hija de José Joaquín Álvarez de Toledo y Silva, XVIII duque de Medina Sidonia, uno de los grandes inmemoriales de 1520.
María Joaquina de Ezpeleta y Álvarez de Toledo, V condesa de Ezpeleta de Veire, María de la Purificación Joaquina de Ezpeleta y Álvarez de Toledo, (Madrid, Reino de España, 11 de junio de 1872-Ciudad de México, México, 1 de mayo de 1946), VI condesa de Echauz, V duquesa de Castro-Terreño, V condesa de Ezpeleta de Veire, XXIII condesa de Adernó, IX marquesa de Montehermoso, XIV condesa de Triviana. Casó en San Sebastián el 7 de noviembre de 1898 con Ignacio de Villar-Villamil y Goribar.

## Árbol genealógico
Árbol genealógico de los señores de Ezpeleta y sus ramas posteriores: